# Nteboheleng Koaeana
Nteboheleng Koaeana (sinh ngày 17 tháng 4 năm 1979) là một vận động viên chạy nước rút Lesotho. Cô đã tham gia cuộc thi tiếp sức 4 × 100 mét nữ tại Thế vận hội Mùa hè 1996.